# 谢思明
谢思明（1962年—），中国女子象棋棋手、特级大师。她与高华、单霞丽、胡明、王琳娜、金海英并称为象棋界“楚汉六凤”，为楚汉六凤之首。

## 生平
谢思明出生于北京，从小学习象棋。她于1978年获全国少年象棋赛女子亚军。1980年至1987年间，她曾五次夺得全国象棋个人赛女子冠军。她还是1980年、1982年、1984年、1998年四届亚洲象棋锦标赛女子冠军。1983年成为中国第一位象棋女子特级大师。1988年亚洲象棋联合会授予其国际特级大师称号。
谢思明于1989年考入北京师范大学中文系。毕业后从商，创办银鸿广告公司并出任总经理。